# Long Tall Sally (brano musicale)
Long Tall Sally è un brano musicale di Little Richard, pubblicato nel suo secondo singolo discografico Long Tall Sally/Slippin' and Slidin'.
Il brano è stato poi inciso da molti artisti, tra cui Elvis Presley (1956) nel singolo Love Me/Long Tall Sally, The Kinks (1964) nel 45 giri Long Tall Sally/I Took My Baby Home, Jerry Lee Lewis (1964), The Beatles (1964 nell'EP Long Tall Sally e sul Lato B del singolo 45 giri contenente I Feel Fine sul Lato A), Scorpions (1978) nel doppio live Tokyo Tapes e Molly Hatchet (1981).
Il coautore Enotris Johnson (1935–2015) era un cantautore locale; il suo coinvolgimento nello scrivere la canzone, e altri, era incerto fino a quando non fu confermato dalla sua famiglia dopo la sua morte